# Список Героев Социалистического Труда (Чжен — Чяткаускайте)
Эта страница является частью списка Героев Социалистического Труда и перечисляет в алфавитном порядке лиц, удостоенных звания Героя Социалистического Труда, чьи фамилии начинаются с буквы «Ч», от Чжен до Чяткаускайте.
- Список не включает дважды и трижды Героев Социалистического Труда, а также лиц, лишённых этого звания.
- Список содержит информацию о датах жизни, роде деятельности и дате присвоения звания Героя.
- Герои, удостоенные звания посмертно, выделены в списке  серым цветом .
- Герои, сменившие фамилию после присвоения звания, приводятся в списках дважды, при этом строка с новой фамилией выделяется  бежевым цветом  и не имеет номера.

## Список людей, фамилии которых начинаются с «Ч»
| Навигационная таблица | Навигационная таблица |
| --------------------- | --------------------- |
| «Ч»                   | Чаава — Чешенко       |
| «Ч»                   | Чжен — Чяткаускайте   |

| №          | Фамилия, имя, отчество            | Даты жизни              | Деятельность | Дата присвоения | ГС         |
| ---------- | --------------------------------- | ----------------------- | --- | --------------- | ---------- |
| 1          | Чжен Ги-Тхя                       | 25.08.1901 — 12.01.1983 | Звеньевой колхоза имени Будённого Нижне-Чирчикского района Ташкентской области | 15.10.1951      | [ ГС 1 ]   |
| 2          | Чибисов Афанасий Филиппович       | 14.09.1914 — 24.02.1967 | Бригадир тракторной бригады Корчинской МТС Шарчинского района Алтайского края | 06.05.1950      | [ ГС 2 ]   |
| 3          | Чибров Виктор Васильевич          | 17.07.1926 — 19.09.2013 | Машинист вращающихся печей вольского цементного завода «Большевик» Приволжского совнархоза, Саратовская область | 08.07.1963      | [ ГС 3 ]   |
| 4          | Чигилашвили Адам Исакович         | 23.12.1904 — ????       | Председатель исполнительного комитета Гурджаанского районного Совета депутатов трудящихся Грузинской ССР | 09.08.1949      | [ ГС 4 ]   |
| 5          | Чигин Владимир Семёнович          | 1924 — ????             | Машинист льнотрепального агрегата колхоза имени Карла Маркса Нестеровского района Львовской области | 30.04.1966      |            |
| 6          | Чигинцев Алексей Ильич            | 07.02.1939 — 05.02.2016 | Бригадир горнорабочих очистного забоя шахты «Большевик» производственного объединения «Облкемеровоуголь» Министерства топливной промышленности РСФСР, Кемеровская область                                             | 14.08.1985      | [ ГС 5 ]   |
| 7          | Чигирова Шамкыз Магомедовна       | род. 1940               | Мастер машинного доения совхоза «Нальчикский», гор. Нальчик Кабардино-Балкарской АССР | 22.03.1966      | [ ГС 6 ]   |
| 8          | Чиграй Зинаида Тимофеевна         | 1907—1983               | Звеньевая виноградарского совхоза «Суворовский» Министерства пищевой промышленности СССР, Минераловодский район Ставропольского края                                                                                  | 05.10.1949      | [ ГС 7 ]   |
| 9          | Чигрин Владимир Яковлевич         | 1926—1985               | Горнорабочий очистного забоя шахты № 1—2 «Красный Октябрь» комбината «Орджоникидзеуголь» Министерства угольной промышленности Украинской ССР, Донецкая область                                                        | 30.03.1971      |            |
| 10         | Чигрин Семён Лукьянович           | 1909 — ????             | Комбайнёр Баштанской МТС Баштанского района Николаевской области | 01.08.1949      |            |
| 11         | Чигрин Фёдор Иванович             | 03.11.1920 — 10.01.1986 | Бригадир колхоза «Новый быт» Минусинского района Красноярского края | 07.01.1948      | [ ГС 8 ]   |
| 12         | Чигринец Пётр Алексеевич          | 1907—1987               | Директор совхоза «Бурненский» Джувалинского района Джамбулской области | 22.03.1966      | [ ГС 9 ]   |
| 13         | Чиж Ярослав Семёнович             | 17.09.1923 — 08.04.1994 | Свинарь колхоза имени Шевченко Золочевского района Львовской области | 25.12.1959      | [ ГС 10 ]  |
| 14         | Чижевский Пётр Иванович           | 13.09.1928 — 03.08.2000 | Бригадир тракторной бригады Москворецкого совхоза Октябрьского района Северо-Казахстанской области | 11.01.1957      | [ ГС 11 ]  |
| 15         | Чижиков Василий Трифонович        | 21.01.1923 — 18.10.2009 | Тракторист совхоза «Политотделец» Тогучинского района Новосибирской области | 08.04.1971      | [ ГС 12 ]  |
| 16         | Чижов Алексей Иванович            | 1914—1966               | Старший механик овцеводческого совхоза имени Ленина Министерства совхозов СССР, Джамбулская область | 03.05.1948      | [ ГС 13 ]  |
| 17         | Чижов Анатолий Алексеевич         | 15.06.1934 — 04.08.2021 | Директор Куйбышевского завода «Прогресс» Министерства общего машиностроения СССР | 10.10.1988      | [ ГС 14 ]  |
| 18         | Чижов Виктор Андреевич            | 21.11.1930 — 27.02.1999 | Бригадир забойщиков рудоуправления № 2 Ленинабадского горно-химического комбината Министерства среднего машиностроения СССР, Таджикская ССР                                                                           | 29.07.1966      | [ ГС 15 ]  |
| 19         | Чижов Владимир Петрович           | 17.09.1904 — 19.02.1985 | Генеральный директор Московского конструкторского бюро «Стрела» Министерства радиопромышленности СССР | 29.07.1966      | [ ГС 16 ]  |
| 20         | Чижов Евгений Иванович            | 15.01.1912 — 23.05.1995 | Директор Курского завода резиновых технических изделий Министерства нефтеперерабатывающей и нефтехимической промышленности СССР                                                                                       | 20.04.1971      | [ ГС 17 ]  |
| 21         | Чижова Александра Тимофеевна      | 1914 — ????             | Рабочая Лайтурского совхоза имени Кирова Министерства сельского хозяйства СССР, Махарадзевский район Грузинской ССР                                                                                                   | 05.07.1949      | [ ГС 18 ]  |
| 22         | Чикава Варлам Михайлович          | 1906 — ????             | Заведующий районным отделом сельского хозяйства Зугдидского района Грузинской ССР | 21.02.1948      | [ ГС 19 ]  |
| 23         | Чикаев Хаернас Ильясович          | 16.06.1925 — 27.07.2012 | Токарь Уфимского моторостроительного производственного объединения Министерства авиационной промышленности СССР, Башкирская АССР                                                                                      | 06.08.1980      | [ ГС 20 ]  |
| 24         | Чикалов Степан Иванович           | 1900—1968               | Бригадир колхоза «Сибтруженик» Кузнецкого района Кемеровской области | 06.03.1948      | [ ГС 21 ]  |
| 25         | Чикарев Василий Кузьмич           | 08.01.1934 — 24.12.2012 | Бригадир монтажников строительно-монтажного управления № 1 треста «Химстрой» Министерства среднего машиностроения СССР, Томская область                                                                               | 29.07.1966      | [ ГС 22 ]  |
| 26         | Чикваная Марго Илларионовна       | 1910 — ????             | Колхозница колхоза имени Ленина Гегечкорского района Грузинской ССР | 02.04.1966      | [ ГС 23 ]  |
| 27         | Чиквиладзе Давид Димитриевич      | 1913 — ????             | Старший конюх колхоза имени Сталина Болнисского района Грузинской ССР | 17.08.1950      | [ ГС 24 ]  |
| 28         | Чикирёв Николай Сергеевич         | 27.01.1927 — 17.08.1996 | Генеральный директор Московского производственного объединения «Станкостроительный завод» имени Серго Орджоникидзе Министерства станкостроительной и инструментальной промышленности СССР                             | 12.09.1985      | [ ГС 25 ]  |
| 29         | Чикризов Андрей Иванович          | 1923 — ????             | Комбайнёр совхоза «Саринский» Кувандыкского района Оренбургской области | 08.04.1971      | [ ГС 26 ]  |
| 30         | Чиксте Артур Эдуардович           | 01.01.1930 — 12.04.1992 | Звеньевой колхоза «Накотне» Елгавского уезда Латвийской ССР | 30.04.1949      | [ ГС 27 ]  |
| 31         | Чимакадзе Борис Георгиевич        | 1930—1983               | Заместитель командира авиационной эскадрильи Грузинского управления гражданской авиации Министерства гражданской авиации СССР, гор. Тбилиси                                                                           | 09.02.1973      | [ ГС 28 ]  |
| 32         | Чинакал Николай Андреевич         | 19.11.1888 — 25.12.1979 | Директор Института горного дела Сибирского отделения Академии наук СССР, член-корреспондент АН СССР, гор. Новосибирск                                                                                                 | 29.04.1967      | [ ГС 29 ]  |
| 33         | Чинник Анастасия Андреевна        | 1920 — ????             | Звеньевая колхоза имени Ленина Чемеровецкого района Каменец-Подольской области | 16.02.1948      | [ ГС 30 ]  |
| 34         | Чипас Витаутас Ионо               | род. 1926               | Бригадир полеводческой бригады колхоза «Тарибине аушра» Купишкского района Литовской ССР | 08.04.1971      |            |
| 35         | Чипегина Мария Михайловна         | 1911 — ????             | Свинарка колхоза «Степь» Мартукского района Актюбинской области | 23.07.1948      | [ ГС 31 ]  |
| 36         | Чипизубов Владимир Яковлевич      | 01.10.1932 — 12.10.1987 | Бригадир судосборщиков завода имени Ленинского комсомола Министерства судостроительной промышленности СССР, гор. Комсомольск-на-Амуре Хабаровского края                                                               | 16.01.1974      | [ ГС 32 ]  |
| 37         | Чипчев Александр Андреевич        | 14.01.1924 — 25.02.1999 | Чабан совхоза «Вольный» Приморского района Запорожской области | 22.03.1966      | [ ГС 33 ]  |
| 38         | Чиракова Зохра Ахмед кызы         | 1923 — 15.07.1976       | Звеньевая колхоза имени 26 комиссаров Болнисского района Грузинской ССР | 25.09.1950      | [ ГС 34 ]  |
| 39         | Чирва Кузьма Яковлевич            | 15.09.1905 — 01.01.1976 | Управляющий отделением семеноводческого совхоза «Кубань» Министерства совхозов СССР, Гулькевичский район Краснодарского края                                                                                          | 06.04.1948      | [ ГС 35 ]  |
| 40         | Чирва Михаил Тимофеевич           | 13.07.1929 — 01.05.1999 | Машинист экскаватора Семёновско-Головковского угольного разреза треста «Александрияуголь» Министерства угольной промышленности Украинской ССР, Кировоградская область                                                 | 26.04.1957      | [ ГС 36 ]  |
| 41         | Чирва Надежда Ивановна            | 05.08.1924 — 25.10.2018 | Звеньевая колхоза «Кривбуд» Криворожского района Днепропетровской области | 06.06.1949      | [ ГС 37 ]  |
| 42         | Чирвинская Марина Владимировна    | 27.05.1912 — 02.01.1994 | Главный геолог треста «Укргеофизразведка» Министерства геологии Украинской ССР, гор. Киев | 04.07.1966      | [ ГС 38 ]  |
| 43         | Чирвон Михаил Анисимович          | 28.08.1932 — 15.02.1989 | Мастер подземного ремонта скважин нефтепромыслового управления «Радченково» объединения «Укрвостокнефть» Министерства нефтедобывающей промышленности СССР, Полтавская область                                         | 23.05.1966      | [ ГС 39 ]  |
| 44         | Чиринашвили Иосиф Цкалобович      | 1916 — ????             | Главный агроном отдела сельского хозяйства Лагодехского района Грузинской ССР | 03.05.1949      | [ ГС 40 ]  |
| 45         | Чиркина Елена Самсоновна          | 27.05.1916 — 05.03.1992 | Бригадир рабочих Дзёмгинского хлебокомбината Министерства пищевой промышленности РСФСР, Хабаровский край | 26.04.1971      | [ ГС 41 ]  |
| 46         | Чирков Александр Павлович         | 1928—1976               | Тракторист совхоза «Пресногорьковский» Демьяновского района Кустанайской области | 23.06.1966      | [ ГС 42 ]  |
| 47         | Чирков Андрей Петрович            | 1929—2004               | Мастер Омутнинского металлургического завода Министерства чёрной металлургии СССР, Кировская область | 22.03.1966      |            |
| 48         | Чирков Борис Петрович             | 13.08.1901 — 28.05.1982 | Актёр Московского драматического театра имени Н. В. Гоголя, народный артист СССР | 07.10.1975      | [ ГС 43 ]  |
| 49         | Числов Константин Андреевич       | 19.08.1921 — 04.11.1992 | Капитан среднего рыболовного траулера «Николай Вилков» Управления траулерного и рефрижераторного флота Министерства рыбного хозяйства СССР, Камчатская область                                                        | 26.04.1971      | [ ГС 44 ]  |
| 50         | Чистов Геннадий Николаевич        | 20.10.1931 — 2004       | Капитан судов заграничного плавания Балтийского морского пароходства Министерства морского флота СССР, гор. Ленинград                                                                                                 | 08.04.1981      | [ ГС 45 ]  |
| 51         | Чистов Константин Сергеевич       | род. 13.10.1925         | Работник предприятия Министерства общего машиностроения СССР, гор. Днепропетровск | 12.08.1976      |            |
| 52         | Чистоедов Михаил Николаевич       | 26.11.1926 — 2004       | Старший оператор-вальцовщик Череповецкого металлургического комбината Министерства чёрной металлургии СССР, Вологодская область                                                                                       | 30.03.1971      | [ ГС 46 ]  |
| 53         | Чистополов Григорий Васильевич    | 20.01.1902 — 21.12.1982 | Главный зоотехник Ухтомского районного отдела сельского хозяйства Московской области | 07.04.1949      | [ ГС 47 ]  |
| 54         | Чистопрудова Галина Александровна | 12.05.1909 — 26.06.1999 | Агроном совхоза «Красавский» Самойловского района Саратовской области | 23.06.1966      | [ ГС 48 ]  |
| 54.000001  | Чистоусова Ольга Прокопьевна      | 24.06.1925 — 12.02.2007 | Звеньевая колхоза «Победа» Нижне-Тагильского района Свердловской области | 09.03.1948      | [ ГС 49 ]  |
| 55         | Чистяков Анатолий Васильевич      | 1937 — 09.1989          | Звеньевой колхоза имени Ленина Молоковского района Калининской области | 11.12.1973      | [ ГС 50 ]  |
| 56         | Чистяков Иван Васильевич          | 10.01.1932 — 22.04.1982 | Звеньевой колхоза имени Ленина Молоковского района Калининской области | 08.04.1971      | [ ГС 51 ]  |
| 57         | Чистяков Константин Николаевич    | 19.08.1928 — 14.10.2022 | Директор совхоза «Балаирский» Талицкого района Свердловской области | 22.03.1966      | [ ГС 52 ]  |
| 58         | Чистяков Михаил Сергеевич         | 16.11.1930 — 02.04.2008 | Плотник Чуноярского строительного управления № 49 треста «Красноярсклесстрой» Министерства лесной и деревообрабатывающей промышленности СССР, Красноярский край                                                       | 07.05.1971      | [ ГС 53 ]  |
| 59         | Чистяков Николай Иванович         | 29.06.1931 — ????       | Проходчик управления начальника работ № 304 треста «Спецтоннельстрой» Главленинградинжстроя Ленинградского городского Совета депутатов трудящихся                                                                     | 25.03.1971      | [ ГС 54 ]  |
| 60         | Чистякова Анастасия Андреевна     | 1911 — ????             | Звеньевая полеводческого звена колхоза «Победа» Андреевского района Талды-Курганской области | 28.03.1948      | [ ГС 55 ]  |
| 61         | Чистякова Валентина Яковлевна     | 23.02.1916 — 03.02.1997 | Первый секретарь Одинцовского горкома КПСС, Московская область | 22.03.1966      | [ ГС 56 ]  |
| 62         | Чистякова Людмила Алексеевна      | род. 26.03.1934         | Свинарка совхоза «Вильповицы» Ломоносовского района Ленинградской области | 22.03.1966      | [ ГС 57 ]  |
| 63         | Чистякова Надежда Андреевна       | род. 1924               | Звеньевая семеноводческого совхоза «Вознесенский» Министерства совхозов СССР, Вознесенский район Николаевской области                                                                                                 | 14.04.1949      |            |
| 64         | Читадзе Карло Спиридонович        | род. 1929               | Электромонтёр Хашурского участка энергоснабжения Министерства путей сообщения СССР, Грузинская ССР | 04.05.1971      |            |
| 65         | Читанава Гугуша Исидоровна        | 1922 — ????             | Рабочая Зеда-Эцерского чайного совхоза Зугдидского района Грузинской ССР | 02.04.1966      | [ ГС 58 ]  |
| 66         | Читанава Лена Константиновна      | 1916 — ????             | Колхозница колхоза имени Берия Ахалсопельского сельсовета Зугдидского района Грузинской ССР | 29.08.1949      | [ ГС 59 ]  |
| 67         | Читанава Мария Николаевна         | 1905 — ????             | Колхозница колхоза имени Берия Ахалсопельского сельсовета Зугдидского района Грузинской ССР | 29.08.1949      | [ ГС 60 ]  |
| 68         | Читанава Мариями Софромовна       | 1905 — ????             | Колхозница колхоза имени Сталина Хобского района Грузинской ССР | 29.08.1949      | [ ГС 61 ]  |
| 69         | Чихладзе Мария Александровна      | 28.08.1911 — ????       | Бригадир плодоводческой бригады Дзеверского совхоза Горийского района Грузинской ССР | 14.12.1972      | [ ГС 62 ]  |
| 70         | Чичагов Виталий Александрович     | 21.09.1929 — 11.12.1993 | Машинист торфоуборочной машины Октябрьского торфопредприятия Министерства топливной промышленности РСФСР, Ивановская область                                                                                          | 29.06.1966      | [ ГС 63 ]  |
| 71         | Чичагуа Михаил Димитриевич        | 1912 — ????             | Агроном колхоза имени Сталина Гантиадского сельсовета Гагрского района Абхазской АССР | 03.05.1949      | [ ГС 64 ]  |
| 72         | Чиченов Пётр Леонтьевич           | 12.07.1925 — 03.04.2003 | Бригадир монтажников, наставник молодёжи строительно-монтажного управления № 6 Брянского треста домостроения Министерства промышленного строительства СССР                                                            | 05.03.1976      | [ ГС 65 ]  |
| 73         | Чичинадзе Аполлон Александрович   | 1906 — ????             | Секретарь Амбролаурского районного комитета Компартии (большевиков) Грузии | 09.08.1949      | [ ГС 66 ]  |
| 74         | Чичкан Матрёна Митрофановна       | род. 1931               | Звеньевая колхоза имени Ленина Менского района Черниговской области | 23.04.1952      | [ ГС 67 ]  |
| 75         | Чичканова Вера Ивановна           | 19.12.1921 — 14.01.2008 | Врач Туганской районной больницы № 2 Томского района Томской области | 23.10.1978      | [ ГС 68 ]  |
| 76         | Чичко Вера Денисовна              | 1929 — ????             | Звеньевая колхоза «Большевик» Менского района Черниговской области | 16.06.1950      | [ ГС 69 ]  |
| 77         | Чкадуа Бего Пахвалович            | 1913 — ????             | Звеньевой колхоза имени Берия Рухского сельсовета Зугдидского района Грузинской ССР | 21.02.1948      | [ ГС 70 ]  |
| 78         | Чкадуа Ольга Петровна             | 1909 — ????             | Колхозница колхоза «Ингири» Зугдидского района Грузинской ССР | 29.08.1949      | [ ГС 71 ]  |
| 79         | Чкония Мерием Хасановна           | 1929—2001               | Колхозница колхоза имени Кирова Кобулетского района Аджарской АССР | 29.08.1949      | [ ГС 72 ]  |
| 80         | Чкония Михаил Георгиевич          | 1924 — ????             | Звеньевой колхоза «Комунисакен» Маяковского района Грузинской ССР | 09.08.1949      | [ ГС 73 ]  |
| 81         | Чмакало Анна Гавриловна           | 1921 — ????             | Звеньевая по уборке зерновых колхоза «Новый быт» Минусинского района Красноярского края | 07.01.1948      | [ ГС 74 ]  |
| 82         | Чмиль Варвара Ивановна            | 27.12.1914 — 28.01.2001 | Мастер Харьковского тракторного завода имени Орджоникидзе Харьковского совнархоза | 07.03.1960      | [ ГС 75 ]  |
| 83         | Чмырь Пётр Яковлевич              | 18.11.1925 — 17.09.1976 | Бригадир Киргизской опытно-селекционной станции по сахарной свёкле, Сокулукский район Киргизской ССР | 08.04.1971      | [ ГС 76 ]  |
| 84         | Чмыхало Борис Матвеевич           | 1904 — ????             | Бригадир семеноводческого колхоза «2 пятилетка» Больше-Писаревского района Сумской области | 18.06.1949      |            |
| 85         | Чобанова Нина Александровна       | 26.03.1926 — 16.01.2015 | Заведующая фермой колхоза «Ленинский луч» Красногорского района Московской области | 08.04.1971      | [ ГС 77 ]  |
| 86         | Чойропов Сандажап Баяндуевич      | 1926—1997               | Звеньевой колхоза имени Кирова Баргузинского аймака Бурят-Монгольской АССР | 29.03.1948      | [ ГС 78 ]  |
| 87         | Чокаков Сартык                    | 1888 — ????             | Старший табунщик колхоза «Пограничник» Маркакольского района Восточно-Казахстанской области | 23.07.1948      | [ ГС 79 ]  |
| 88         | Чокой Георгий Степанович          | род. 02.04.1933         | Первый секретарь Фалештского райкома Компартии Молдавии | 16.03.1981      | [ ГС 80 ]  |
| 89         | Чолавин Гавриил Иванович          | 08.07.1926 — 1992       | Бригадир механизированной бригады колхоза «Украина» Сокальского района Львовской области | 31.12.1965      | [ ГС 81 ]  |
| 90         | Чолария Лили Ивановна             | род. 1921               | Колхозница колхоза имени Берия Пирвели-Бедийского сельсовета Очемчирского района Абхазской АССР | 19.07.1950      | [ ГС 82 ]  |
| 91         | Чолария Мамия Степанович          | род. 1929               | Звеньевой колхоза имени Берия Очемчирского района Абхазской АССР | 21.02.1948      | [ ГС 83 ]  |
| 92         | Чоповский Пётр Архипович          | род. 1934               | Звеньевой механизированного звена колхоза имени Жовтневой революции Кагарлыкского района Киевской области | 08.04.1971      | [ ГС 84 ]  |
| 93         | Чопоров Павел Александрович       | 26.11.1931 — 27.05.1993 | Бригадир комплексной бригады строительного управления № 415 треста «Севзапморгидрострой» Министерства транспортного строительства СССР, гор. Ленинград                                                                | 07.05.1971      | [ ГС 85 ]  |
| 93.000002  | Чорна Нина Александровна          | 1929 — ????             | Звеньевая колхоза «Большевик» Менского района Черниговской области | 23.04.1952      | [ ГС 86 ]  |
| 94         | Чотари Карл Иосифович             | 1926 — ????             | Звеньевой виноградарского совхоза «Береговский» Министерства пищевой промышленности СССР, Береговский округ Закарпатской области                                                                                      | 05.07.1950      |            |
| 95         | Чохонелидзе Григорий Николаевич   | 1926 — ????             | Бригадир плотников строительного управления «Чиатурстрой» треста № 8 «Чиатурмарганстрой» Министерства строительства Грузинской ССР                                                                                    | 07.05.1971      | [ ГС 87 ]  |
| 96         | Чохонелидзе Прокофий Васильевич   | 1896 — ????             | Бригадир колхоза имени Сталина Болнисского района Грузинской ССР | 06.10.1950      | [ ГС 88 ]  |
| 97         | Чочия Георгий Афанасьевич         | 1912 — ????             | Звеньевой колхоза имени Берия Абашского района Грузинской ССР | 21.02.1948      | [ ГС 89 ]  |
| 98         | Чочия Филимон Спиридонович        | 1886 — ????             | Звеньевой колхоза имени Берия Абашского района Грузинской ССР | 21.02.1948      |            |
| 99         | Чочуа Шалва Семёнович             | 15.02.1927 — 22.07.2001 | Звеньевой колхоза имени Сталина Очемчирского района Абхазской АССР | 21.02.1948      | [ ГС 90 ]  |
| 100        | Чрелашвили Давид Иванович         | 1906 — ????             | Звеньевой колхоза имени Калинина Маяковского района Грузинской ССР | 09.08.1949      | [ ГС 91 ]  |
| 101        | Чуб Демьян Кириллович             | 10.04.1914 — 07.07.1976 | Комбайнёр Кильченской МТС Перещепинского района Днепропетровской области | 26.02.1958      | [ ГС 92 ]  |
| 102        | Чубаров Владимир Васильевич       | 19.07.1908 — 05.1989    | Начальник Октябрьской железной дороги, гор. Ленинград | 16.01.1974      | [ ГС 93 ]  |
| 103        | Чубинидзе Александр Михайлович    | 01.09.1915 — ????       | Старший механик Цхакаевской 1-й МТС, Грузинская ССР | 21.02.1948      | [ ГС 94 ]  |
| 104        | Чубинидзе Ражден Сисоевич         | 1899 — ????             | Звеньевой колхоза имени 26 комиссаров Чхарского района Грузинской ССР | 05.09.1950      |            |
| 105        | Чубрик Тамара Владимировна        | 20.02.1937 — 23.12.2009 | Оператор машинного доения племзавода «Кореличи» Кореличского района Гродненской области | 21.12.1983      | [ ГС 95 ]  |
| 106        | Чувашова Наталья Петровна         | 07.09.1916 — 24.11.2003 | Доярка колхоза имени Ленина Дебёсского района Удмуртской АССР | 07.03.1960      | [ ГС 96 ]  |
| 107        | Чугуев Илья Иванович              | 1904 — ????             | Комбайнёр Андреевской МТС Андреевского района Талды-Курганской области | 06.08.1949      | [ ГС 97 ]  |
| 108        | Чугунов Сергей Александрович      | 05.09.1923 — 11.07.2012 | Председатель колхоза «Заря коммунизма» Гусевского района Калининградской области | 22.03.1966      | [ ГС 98 ]  |
| 109        | Чудакова Нина Марковна            | 10.10.1932 — 28.07.1997 | Доярка колхоза «Ленинский путь» Волосовского района Ленинградской области | 08.04.1971      | [ ГС 99 ]  |
| 110        | Чуденков Николай Петрович         | 09.01.1935 — 23.02.2024 | Шлифовщик Свердловского инструментального завода Министерства станкостроительной и инструментальной промышленности СССР                                                                                               | 12.05.1977      | [ ГС 100 ] |
| 111        | Чудная Анастасия Ивановна         | 20.01.1928 — ????       | Доярка экспериментальной базы «Красный водопад» Узбекского научно-исследовательского института животноводства, Орджоникидзевский район Ташкентской области                                                            | 22.03.1966      | [ ГС 101 ] |
| 112        | Чуев Григорий Сергеевич           | 1915 — ????             | Комбайнёр Восточной МТС Ленинградского района Краснодарского края | 20.05.1952      | [ ГС 102 ] |
| 113        | Чуева Анна Николаевна             | 22.05.1895 — 07.07.1973 | Колхозница колхоза «Золотой колос» Кумертауского района Башкирской АССР | 30.04.1966      | [ ГС 103 ] |
| 114        | Чуешова Мария Егоровна            | 22.09.1932 — 07.10.1989 | Свинарка совхоза «Столбунский» Ветковского района Гомельской области | 08.04.1971      | [ ГС 104 ] |
| 114.000003 | Чужба Мария Григорьевна           | 1920 — ????             | Звеньевая колхоза имени Петровского Мало-Девицкого района Черниговской области | 04.05.1951      |            |
| 115        | Чужов Гавриил Александрович       | 03.04.1912 — 1989       | Каменщик строительного управления № 1 треста «Красноярскшахтострой» Главвостокшахтостроя Министерства строительства предприятий угольной промышленности СССР, Красноярский край                                       | 26.04.1957      | [ ГС 105 ] |
| 116        | Чуйеншкалиев Кабдир               | 1905—1992               | Председатель колхоза имени Красина Испульского района Гурьевской области | 23.07.1948      | [ ГС 106 ] |
| 117        | Чуйкин Михаил Фомич               | 16.09.1933 — 12.01.1967 | Проходчик-взрывник Кировского рудника комбината «Апатит» имени С. М. Кирова Мурманского совнархоза | 30.03.1965      | [ ГС 107 ] |
| 118        | Чуйко Григорий Леонтьевич         | 20.03.1930 — 28.01.2015 | Старший горновой доменного цеха Ждановского металлургического завода «Азовсталь» имени Орджоникидзе Сталинского совнархоза                                                                                            | 19.07.1958      | [ ГС 108 ] |
| 119        | Чуйко Леонид Иванович             | 05.12.1930 — 05.03.2008 | Начальник строительной площадки космодрома «Байконур», инженер-подполковник, Кзыл-Ординская область | 29.08.1969      | [ ГС 109 ] |
| 120        | Чуйко Николай Кузьмич             | род. 1930               | Бригадир слесарей-монтажников Волгоградского монтажно-наладочного управления треста «Спецэлеватормельмонтаж» | 14.12.1990      |            |
| 121        | Чуйков Николай Павлович           | 11.09.1928 — 26.06.2005 | Машинист трубной машины Белгородского комбината асбестоцементных изделий Министерства промышленности строительных материалов СССР                                                                                     | 04.03.1976      | [ ГС 110 ] |
| 122        | Чуйкова Мария Васильевна          | 14.05.1913 — ????       | Звеньевая Сталинского свеклосовхоза Министерства пищевой промышленности СССР, Соседский район Пензенской области | 18.05.1948      | [ ГС 111 ] |
| 123        | Чуканов Анатолий Дмитриевич       | 20.06.1934 — 07.04.2019 | Директор совхоза имени 60-летия ВЛКСМ Тамбовского района Тамбовской области | 13.03.1981      | [ ГС 112 ] |
| 124        | Чуканов Борис Васильевич          | 29.08.1933 — 28.12.2021 | Старший мастер Московского металлургического завода «Серп и молот» Министерства чёрной металлургии СССР | 18.10.1983      | [ ГС 113 ] |
| 125        | Чуленко Михаил Пантелеевич        | 26.10.1906 — 27.04.1992 | Комбайнёр Ольгинской МТС Полтавского района Омской области | 05.04.1951      | [ ГС 114 ] |
| 126        | Чулков Александр Фёдорович        | 08.02.1935 — 29.03.2010 | Командир самолёта Ан-2 Второго Волгоградского объединённого авиационного отряда Северо-Кавказского управления гражданской авиации                                                                                     | 09.02.1973      | [ ГС 115 ] |
| 127        | Чулков Василий Михайлович         | 13.02.1929 — 04.01.1994 | Бригадир колхоза имени Героя Советского Союза Н. Г. Безрукова Порецкого района Чувашской АССР | 08.04.1971      | [ ГС 116 ] |
| 128        | Чулков Игорь Петрович             | 26.11.1910 — 07.10.1989 | Начальник медико-санитарной части имени Л. Н. Толстого совхоза «Ясно-Полянский» Щёкинского района Тульской области | 04.02.1969      | [ ГС 117 ] |
| 129        | Чулкова Анна Фёдоровна            | 22.02.1934 — 24.04.2020 | Бригадир Владивостокской кондитерской фабрики Государственного агропромышленного комитета РСФСР, Приморский край | 29.08.1986      | [ ГС 118 ] |
| 130        | Чулухадзе Ион Амберкиевич         | 1919 — ????             | Бригадир колхоза имени Берия Зестафонского района Грузинской ССР | 09.08.1949      | [ ГС 119 ] |
| 131        | Чумак Авраам Филиппович           | 1894 — ????             | Бригадир колхоза имени 1 Мая Винницкого района Винницкой области | 19.05.1948      | [ ГС 120 ] |
| 132        | Чумак Александр Иванович          | род. 1927               | Бригадир колхоза имени 50-летия Октября Унгенского района Молдавской ССР | 25.12.1976      |            |
| 133        | Чумак Анна Викторовна             | 1914 — ????             | Трактористка колхоза «Россия» Ершовского района Саратовской области | 23.06.1966      | [ ГС 121 ] |
| 134        | Чумак Борис Алексеевич            | 11.05.1919 — 12.02.2001 | Шофёр Серпуховского пассажирского автохозяйства Московского управления пассажирского автомобильного транспорта Министерства автомобильного транспорта и шоссейных дорог РСФСР, Московская область                     | 05.10.1966      | [ ГС 122 ] |
| 135        | Чумак Григорий Иванович           | 1916—1979               | Комбайнёр Советской МТС Ставропольского края | 16.05.1949      | [ ГС 123 ] |
| 136        | Чумак Марфа Андреевна             | 1910 — ????             | Начальник цеха Рубежанского химического комбината Луганского совнархоза | 07.03.1960      | [ ГС 124 ] |
| 137        | Чумак Павел Александрович         | 12.02.1931 — 20.10.2017 | Машинист экскаватора специализированного строительно-монтажного управления треста «Строймеханизация» Главкиевгорстроя, гор. Киев                                                                                      | 22.07.1982      | [ ГС 125 ] |
| 138        | Чумаков Михаил Петрович           | 14.11.1909 — 11.06.1993 | Заместитель директора Института полиомиелита и вирусных энцефалитов Академии медицинских наук СССР, академик АМН СССР, гор. Москва                                                                                    | 13.11.1984      | [ ГС 126 ] |
| 139        | Чумакова Вера Ивановна            | 1927 — ????             | Звеньевая колхоза «Червоный Жовтень» Купянского района Харьковской области | 16.02.1948      | [ ГС 127 ] |
| 139.000004 | Чумакова Евдокия Андреевна        | 13.06.1926 — 15.06.2005 | Звеньевая Фёдоровского свеклосовхоза Министерства пищевой промышленности СССР, Великобурлукский район Харьковской области                                                                                             | 30.04.1948      | [ ГС 128 ] |
| 140        | Чумаченко Дмитрий Михайлович      | 22.02.1912 — 07.11.1989 | Директор Ростовского вертолётного производственного объединения Министерства авиационной промышленности СССР | 26.04.1971      | [ ГС 129 ] |
| 141        | Чумаченко Роза Григорьевна        | 04.01.1930 — 11.11.2003 | Доярка Люботинской птицефабрики Валковского района Харьковской области | 22.03.1966      | [ ГС 130 ] |
| 142        | Чумаченко Юрий Николаевич         | род. 25.07.1939         | Машинист локомотивного депо Москва-Сортировочная Московской железной дороги | 14.06.1982      | [ ГС 131 ] |
| 143        | Чумбуридзе Шалва Окропирович      | 1902 — ????             | Председатель колхоза «Комунисакен» Маяковского района Грузинской ССР | 05.09.1950      | [ ГС 132 ] |
| 144        | Чумилин Владимир Максимович       | 25.09.1928 — 1983       | Бригадир проходчиков Дарасунского рудоуправления треста «Забайкалзолото» Министерства цветной металлургии СССР, Читинская область                                                                                     | 20.05.1966      | [ ГС 133 ] |
| 145        | Чупанов Хапиз                     | 1901 — ????             | Звеньевой Меркенского свеклосовхоза Министерства пищевой промышленности СССР, Меркенский район Джамбулской области | 08.05.1948      | [ ГС 134 ] |
| 146        | Чуплинскиене Фелиция Антоновна    | род. 1924               | Доярка Лиелплатонской опытной станции животноводства Елгавского района Латвийской ССР | 07.03.1960      | [ ГС 135 ] |
| 147        | Чуприна Александра Алексеевна     | 1907—2000               | Звеньевая зернового совхоза «Приазовский» Министерства совхозов СССР, Приморско-Ахтарский район Краснодарского края                                                                                                   | 11.05.1949      | [ ГС 136 ] |
| 148        | Чуприна Мария Терентьевна         | род. 10.08.1938         | Бригадир виноградарской бригады совхоза «Славное» Раздольненского района Крымской области | 08.04.1971      | [ ГС 137 ] |
| 149        | Чуприна Ульяна Тимофеевна         | 1913 — ????             | Звеньевая овцеводческого совхоза «Приволье» Министерства совхозов СССР, Ворошиловградская область | 13.03.1948      | [ ГС 138 ] |
| 150        | Чуприна Фёдор Лаврентьевич        | 29.03.1919 — 12.07.2007 | Главный агроном колхоза имени Суворова Магдалиновского района Днепропетровской области | 10.02.1975      | [ ГС 139 ] |
| 151        | Чупров Андрей Васильевич          | 18.10.1934 — 07.02.2000 | Рабочий Чепецкого механического завода Министерства среднего машиностроения СССР, Удмуртская АССР | 26.04.1971      | [ ГС 140 ] |
| 152        | Чупров Иван Михайлович            | 01.09.1924 — 07.01.1999 | Слесарь-сборщик Красноярского машиностроительного завода имени В. И. Ленина Министерства общего машиностроения СССР                                                                                                   | 26.04.1971      | [ ГС 141 ] |
| 153        | Чупрова Олимпиада Ивановна        | 07.01.1903 — 15.02.1991 | Учительница средней школы № 4 гор. Бор Горьковской области | 01.07.1968      | [ ГС 142 ] |
| 154        | Чупрына Иван Арсентьевич          | 17.12.1923 — 21.04.1987 | Чабан совхоза «Щорский» Криничанского района Днепропетровской области | 22.03.1966      | [ ГС 143 ] |
| 155        | Чупрынин Александр Андреевич      | 20.04.1920 — 27.08.1972 | Бригадир колхоза имени Ленина Предгорного района Ставропольского края | 30.04.1966      | [ ГС 144 ] |
| 156        | Чураков Владимир Тарасович        | 03.09.1927 — 08.05.2011 | Столяр Гомельского деревообрабатывающего комбината Министерства лесной и деревообрабатывающей промышленности Белорусской ССР                                                                                          | 07.05.1971      | [ ГС 145 ] |
| 157        | Чураков Юрий Александрович        | 07.07.1925 — 03.03.1983 | Бригадир электромонтажников Второго Свердловского монтажного управления треста «Уралэлектромонтаж» Министерства монтажных и специальных строительных работ СССР                                                       | 09.01.1974      | [ ГС 146 ] |
| 158        | Чургулашвили Гавриил Васильевич   | 1884 — ????             | Звеньевой колхоза «Моцинаве» Телавского района Грузинской ССР | 09.08.1949      | [ ГС 147 ] |
| 159        | Чургулия Иродий Георгиевич        | 1912 — ????             | Председатель колхоза «Ингири» Зугдидского района Грузинской ССР | 01.09.1951      | [ ГС 148 ] |
| 160        | Чургулия Шалва Дзукуевич          | 1926 — ????             | Бригадир колхоза имени Берия Зугдидского района Грузинской ССР | 01.09.1951      | [ ГС 149 ] |
| 161        | Чуриковский Михаил Иванович       | 08.10.1932 — 03.11.1998 | Капитан среднего рыболовного траулера-рефрижератора № 9144 Управления экспедиционного лова, Латвийская ССР | 13.04.1963      | [ ГС 150 ] |
| 162        | Чурилова Елена Егоровна           | 15.07.1925 — 03.06.2013 | Свинарка совхоза «Реутчанский» Обоянского района Курской области | 08.04.1971      | [ ГС 151 ] |
| 163        | Чурин Александр Иванович          | 11.10.1907 — 03.07.1981 | Директор комбината № 813 атомной промышленности, Свердловская область | 08.12.1951      | [ ГС 152 ] |
| 164        | Чуркин Иван Кузьмич               | 10.02.1927 — ????       | Бригадир проходческой скоростной бригады Ново-Волынского строительного управления № 4 комбината «Укрзападшахтострой» Министерства строительства предприятий угольной промышленности Украинской ССР, Львовская область | 26.04.1957      |            |
| 165        | Чурсинов Иван Иванович            | 20.05.1911 — 26.05.1976 | Мастер трубопрокатного цеха Первоуральского новотрубного завода Свердловского совнархоза | 19.07.1958      | [ ГС 153 ] |
| 166        | Чурюмов Сергей Кугультинович      | род. 1931               | Комбайнёр совхоза «Южный» Городовиковского района Калмыцкой АССР | 19.04.1967      | [ ГС 154 ] |
| 167        | Чуса Иван Васильевич              | 17.05.1929 — 25.11.2008 | Бригадир комплексной бригады Усть-Чернянского лесокомбината Министерства лесной, целлюлозно-бумажной и деревообрабатывающей промышленности СССР, Закарпатская область                                                 | 17.09.1966      |            |
| 168        | Чусов Николай Семёнович           | 29.07.1910 — 2005       | Старший осмотрщик вагонного депо Воронеж Юго-Восточной железной дороги | 04.08.1966      | [ ГС 155 ] |
| 169        | Чусов Парфирий Михайлович         | 17.09.1908 — 10.11.2003 | Слесарь-сборщик Тульского машиностроительного завода Тульского совнархоза | 12.05.1962      | [ ГС 156 ] |
| 170        | Чусов Пётр Петрович               | 26.05.1921 — 06.08.2006 | Фрезеровщик Тульского машиностроительного завода «Штамп» имени Б. Л. Ванникова Министерства машиностроения СССР | 10.06.1977      | [ ГС 157 ] |
| 171        | Чутак Дмитрий Иванович            | род. 1927               | Председатель колхоза имени Кирова Криулянского района Молдавской ССР | 08.12.1973      |            |
| 172        | Чуфрида Мария Михайловна          | 13.03.1924 — 29.10.2003 | Доярка колхоза имени XX съезда Вижницкого района Черновицкой области | 10.03.1976      | [ ГС 158 ] |
| 173        | Чухно Андрей Васильевич           | 25.09.1904 — 15.07.1984 | Председатель колхоза «Коммунистический маяк» Аполлонского района Ставропольского края | 11.01.1957      | [ ГС 159 ] |
| 174        | Чухно Прасковья Григорьевна       | 15.10.1898 — 24.09.1979 | Председатель колхоза имени 131-го Таращанского полка Довбышского района Житомирской области | 07.06.1950      | [ ГС 160 ] |
| 175        | Чухнова Дарья Андреевна           | 12.07.1904 — ????       | Звеньевая колхоза «Вперёд», гор. Кизляр Грозненской области | 17.09.1949      | [ ГС 161 ] |
| 176        | Чухнюк Елена Мироновна            | 12.03.1917 — 10.05.2014 | Старший машинист паровозной колонны № 4 особого резерва Народного Комиссариата путей сообщения СССР, бригадир комплексной бригады паровоза «Эм723-88», Северо-Печорская железная дорога                               | 05.11.1943      | [ ГС 162 ] |
| 177        | Чухуа Алуша Ермолаевна            | 1922 — ????             | Колхозница колхоза имени Чарквиани Зугдидского района Грузинской ССР | 29.08.1949      | [ ГС 163 ] |
| 178        | Чухуа Цхуцху Ясоновна             | 1920 — ????             | Колхозница колхоза имени Чарквиани Зугдидского района Грузинской ССР | 29.08.1949      | [ ГС 164 ] |
| 179        | Чучалов Александр Михайлович      | 31.08.1910 — 30.10.1980 | Директор Кунцевского механического завода Министерства радиопромышленности СССР, гор. Москва | 29.07.1966      | [ ГС 165 ] |
| 180        | Чучалов Владимир Михайлович       | род. 11.01.1927         | Звеньевой колхоза имени Карла Маркса Ужурского района Красноярского края | 07.01.1948      | [ ГС 166 ] |
| 181        | Чучулашвили Захарий Малахович     | род. 1923               | Звеньевой Хирсинского виноградарского совхоза имени Берия Министерства пищевой промышленности СССР, Сигнахский район Грузинской ССР                                                                                   | 05.10.1949      |            |
| 182        | Чхаидзе Варвара Мелитоновна       | 1894 — ????             | Колхозница колхоза имени Сталина Ланчхутского района Грузинской ССР | 29.08.1949      | [ ГС 167 ] |
| 183        | Чхаидзе Евросия Герасимовна       | 1900 — ????             | Колхозница колхоза имени Сталина Ланчхутского района Грузинской ССР | 29.08.1949      | [ ГС 168 ] |
| 184        | Чхаидзе Екатерина Ивановна        | 1923 — ????             | Колхозница колхоза имени Орджоникидзе Шромского сельсовета Махарадзевского района Грузинской ССР | 29.08.1949      | [ ГС 169 ] |
| 185        | Чхаидзе Екатерина Христофоровна   | 1911 — ????             | Колхозница колхоза имени Берия Ланчхутского района Грузинской ССР | 05.07.1951      | [ ГС 170 ] |
| 186        | Чхаидзе Илья Джимшетович          | 27.10.1907 — ????       | Заведующий отделом сельского хозяйства Ланчхутского района Грузинской ССР | 14.11.1951      | [ ГС 171 ] |
| 187        | Чхаидзе Ламара Тарасовна          | род. 1941               | Колхозница колхоза Земо-Акети Ланчхутского района Грузинской ССР | 02.04.1966      | [ ГС 172 ] |
| 188        | Чхаидзе Машо Евсеевна             | 1914 — ????             | Колхозница колхоза имени Орджоникидзе Шромского сельсовета Махарадзевского района Грузинской ССР | 29.08.1949      | [ ГС 173 ] |
| 189        | Чхаидзе Татьяна Нестеровна        | 1919 — ????             | Колхозница колхоза имени Орджоникидзе Шромского сельсовета Махарадзевского района Грузинской ССР | 29.08.1949      | [ ГС 174 ] |
| 190        | Чхаидзе Шалва Константинович      | 1915 — ????             | Заведующий отделом сельского хозяйства Хулойского района Аджарской АССР | 03.05.1949      | [ ГС 175 ] |
| 191        | Чхаидзе Шура Мелитоновна          | 1923 — ????             | Колхозница колхоза имени Сталина Ланчхутского района Грузинской ССР | 29.08.1949      | [ ГС 176 ] |
| 192        | Чхартишвили Галина Самсоновна     | 1912—1998               | Звеньевая колхоза имени Калинина Кобулетского района Аджарской АССР | 29.08.1949      | [ ГС 177 ] |
| 193        | Чхартишвили Илья Калистратович    | 15.08.1911 — ????       | Заведующий отделом сельского хозяйства Ланчхутского района Грузинской ССР | 29.08.1949      | [ ГС 178 ] |
| 194        | Чхеидзе Захарий Несторович        | 1911 — ????             | Звеньевой колхоза имени Берия Димского сельсовета Маяковского района Грузинской ССР | 09.08.1949      | [ ГС 179 ] |
| 195        | Чхеидзе Кедир Сулейманович        | 1910—1977               | Заведующий отделом сельского хозяйства Кедского района Аджарской АССР | 03.05.1949      | [ ГС 180 ] |
| 196        | Чхиквадзе Рамаз Григорьевич       | 28.02.1928 — 18.10.2011 | Актёр Тбилисского государственного академического драматического театра имени Шота Руставели, народный артист СССР, Грузинская ССР                                                                                    | 24.03.1988      | [ ГС 181 ] |
| 197        | Чхиквадзе-Джакели Любовь Ясоновна | 1922 — ????             | Звеньевая колхоза имени Кагановича Ланчхутского района Грузинской ССР | 01.11.1951      | [ ГС 182 ] |
| 198        | Чыныбаев Кудайберген              | 10.05.1930 — 02.1997    | Проходчик горных выработок шахты «Северная» рудоуправления «Таш-Кумыр» комбината «Средазуголь» Министерства угольной промышленности СССР, Ошская область                                                              | 30.03.1971      | [ ГС 183 ] |
| 199        | Чяпонкус Антанас Миколо           | 1921 — ????             | Машинист торфодобывающей машины Шяуляйского торфопредприятия Управления торфяной промышленности при Совете Министров Литовской ССР                                                                                    | 20.04.1971      |            |
| 200        | Чяткаускайте Пранцишка Пятро      | 1922 — 11.2017          | Учительница Ретавской средней школы Плунгеского района Литовской ССР | 01.07.1968      | [ ГС 184 ] |

| Навигационная таблица | Навигационная таблица |
| --------------------- | --------------------- |
| «Ч»                   | Чаава — Чешенко       |
| «Ч»                   | Чжен — Чяткаускайте   |